# Diorissimo
Diorissimo è un profumo femminile della casa di moda francese Christian Dior.

## Storia
Nel 1953 il profumiere Edmond Roudnitska era stanco della soavità e della dolcezza dei profumi di moda all'epoca, e decise di realizzare una nuova fragranza più "fresca e trasparente". La sua intenzione era quella di ricreare il profumo del mughetto, tuttavia a differenza di quanto accadeva con le rose o i gelsomini, l'essenza del fiore di mughetto non poteva essere estratto. Dopo due anni di tentativi, nel 1955 Roudnitska aggirò il problema creando una ricostruzione quasi perfetta del profumo del fiore.
Proprio in quel periodo Roudnitska e Christian Dior si erano conosciuti ed avevano pensato ad una collaborazione, che si concretizzò nella nascita di Diorissimo, nelle intenzioni dei suoi creatori un profumo "superlativo". Per la campagna pubblicitaria di Diorissimo, si ricorse ad una illustrazione di René Gruau, che ritraeva una giovane di spalle con in mano bouquet di mughetti.
Il profumo fu inizialmente lanciato in una edizione limitata con flacone dorato di cristallo sfaccettato, impreziosito da un motivo floreale, e con tappo a forma di bouquet di fiori in bronzo dorato. Il flacone era disegnato dall'Equipé Parfums Christian Dior e realizzato da Cristalleries de Baccarat. La confezione dell'edizione regolare era invece una bottiglia standard del tutto simile a quella del produmo Miss Dior.
Nel 2007, come molti altri profumi di Dior, anche Diorissimo è stato rielaborato con nuovi ingredienti e rilanciato sul mercato, nuovamente in due versioni differenti: la versione standard e l'edizione limitata.